# Isländische Eishockeynationalmannschaft
Die isländische Eishockeynationalmannschaft der Männer wird nach der Weltmeisterschaft 2024 in der IIHF-Weltrangliste auf Platz 34 geführt und spielt bei den Weltmeisterschaften in der Division II. Organisiert wird die Nationalmannschaft vom Isländischen Eishockeyverband.
1999 nahm die Mannschaft zum ersten Mal an einer Eishockey-Weltmeisterschaft teil, eine Medaille konnte das Team allerdings bisher nicht gewinnen. Für Olympische Spiele konnte sich die Isländische Nationalmannschaft noch nie qualifizieren. Seit 2007 spielt die Mannschaft ununterbrochen in der drittklassigen Division II. Bei der Weltmeisterschaft 2014 erreichte sie mit Platz zwei in der A-Gruppe der Division II ihr bisher bestes WM-Ergebnis.

## Weltmeisterschaften
- 1999: 9. D-Weltmeisterschaft
- 2000: 5. D-Weltmeisterschaft (Aufstieg in die Division II)
- 2001: 5. Division II, Gruppe A
- 2002: 5. Division II, Gruppe A
- 2003: 6. Division II, Gruppe B (Abstieg in die Division III)
- 2004: 1. Division III (Aufstieg in die Division II)
- 2005: 6. Division II, Gruppe B (Abstieg in die Division III)
- 2006: 1. Division III (Aufstieg in die Division II)
- 2007: 4. Division II, Gruppe B
- 2008: 5. Division II, Gruppe B
- 2009: 4. Division II, Gruppe A
- 2010: 3. Division II, Gruppe B
- 2011: 3. Division II, Gruppe B
- 2012: 4. Division II, Gruppe A
- 2013: 3. Division II, Gruppe A
- 2014: 2. Division II, Gruppe A
- 2015: 5. Division II, Gruppe A
- 2016: 5. Division II, Gruppe A
- 2017: 5. Division II, Gruppe A
- 2018: 6. Division II, Gruppe A (Abstieg in die Division IIB)
- 2019: 2. Division II, Gruppe B
- 2022: 1. Division II, Gruppe B (Aufstieg in die Division IIA)
- 2023: 6. Division II, Gruppe A
- 2024: 6. Division II, Gruppe A (Abstieg in die Division IIB)
- 2025: 2. Division II, Gruppe B

## Sonstiges
In der Hollywood-Komödie Mighty Ducks II – Das Superteam kehrt zurück tritt eine als unbesiegbar geltende Juniorenauswahl des isländischen Verbandes auf. Dies steht im starken Kontrast zur Realität, da Island unter den nordeuropäischen Eishockeynationen Schweden, Finnland, Norwegen und Dänemark als die schwächste gilt.